# Нью-Йорк джорнел-америкен

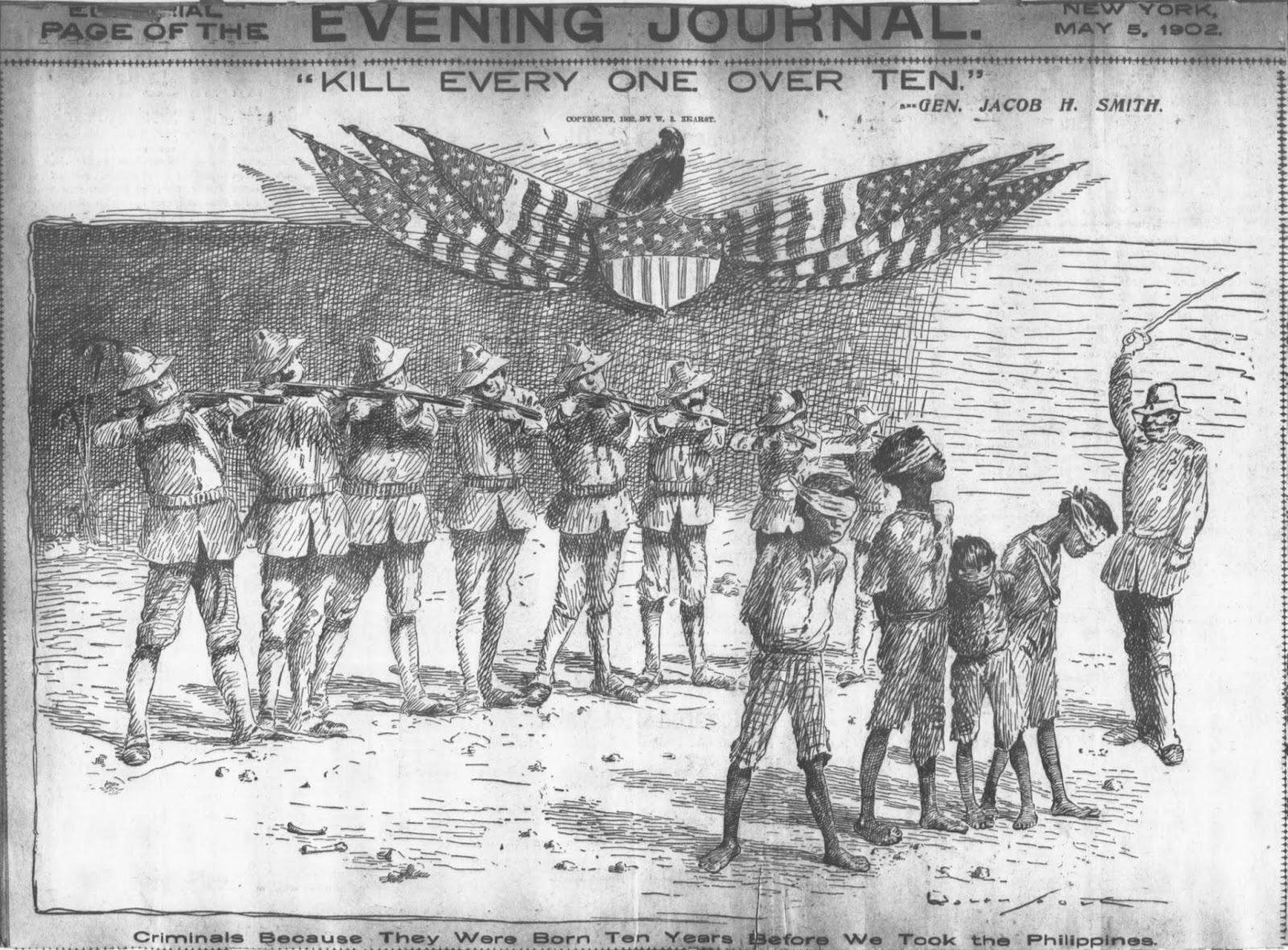
Одна із сумнозвісних карикатур New York Journal-American часів Філіппінсько-американської війни: виконання наказу генерала Джейкоба Сміта «Вбивати кожного, старше десяти років», розміщена на титульній сторінці газети від 5 травня 1902 р.

«New York Journal-American» (дослівно укр. — «Нью-Йоркський американець») — вечірня газета, що публікувалась з 1937 по 1966 рр. Journal American з'явилася внаслідок злиття двох Нью-Йоркських видань впливового газетяра  Вільяма Рендольфа Герста: ранкової New York American (до 1901 року — New York Journal), та New York Evening Journal. Обидві публікувались Херстом в 1895—1937 роках. Газета була однією із учасниць т.зв. «бульдожих війн» за читача, використовуючи при цьому експресивні заголовки статей, які б, за словами того-таки Херста, «кусали читачів неначе бульдоги».

## Історія
Придбавши права на видання, Херст розпочав боротьбу за читацьку аудиторію з «New York World», газетою родоначальника «жовтої преси» та колишнього свого наставника Джозефа Пулітцера, а також переманив від нього відомих карикатуристів Джорджа МакМануса та Річарда Аутколта. В 1913 році автори надрукували в «New York Journal» свої відомі комікси — "Виховуючи батька" ("Bringing Up Father") і "Жовта дитина" ("The Yellow Kid") відповідно. "The Yellow Kid" був одним із перших коміксів, надрукованих в кольорі, і породив вираз "жовта преса", що використовувався для характеристики сенсаційних і подекуди вигаданих статей, які поряд з низькою ціною (лише один цент за екземпляр) сприяли значному росту популярності газети. Багато хто вважав, що задля цього Херст, позбавлений будь-яких національних почуттів, навіть посприяв розв'язанню Іспансько-Американської війни 1898 року. Газета, окрім коміксів, була відома тим, що повідомляла про вбивства, нещасні випадки на пожежах і т. ін. щоб розважити своїх читачів.
Починаючи з 1914 року дописувачем Evening Journal була добре знана серед журналістських кіл Неллі Блай, яка працювала в газеті спочатку як воєнний кореспондент (під час Першої світової війни), а повернувшись в США, вела власну рубрику аж до своєї смерті в 1922 році.
Серед інших в New York Journal працювали карикатурист Руб Голдберг, популярні оглядачі Д. Кілгален, О. МакІнтайр, Дж. Кеннон. Протягом 28 років спортивним редактором газети був Макс Касе (1898-1974),, а колонку мод вів Робін Чендлер Дьюк
Газета славилась своїми численними фотографіями, які стали своєрідним брендом видання.
New York Journal в 50-х рр. ХХ ст. могла похизуватись одними із найбільших тиражів в Нью-Йорку, однак, разом з тим, переживала труднощі із залученням рекламодавців. Значну увагу видання приділяло публікаціям про британську музичну групу "Бітлз". Так, в 1964 р. газета замовила в Др. Джойса Бразерса серію передових статей про "Бітлз" та причини їх зіркового злету і шаленої популярності. Коли наступного року "ліверпульська четвірка" працювала над зйомками кінострічки Help! на Багамських о-вах, New York Journal, як і інші газети Херста, опублікувала на перших сторінках чотирьох послідовних випусків інтерв'ю з членами групи.
Окрім проблем із розміщенням реклами на сторінках газети, іншим важливим фактором, що призвів до її припинення, була боротьба між виконавчим директором Річардом Берліном і двома синами Херста, які без особливого успіху намагались продовжувати успадковану в 1951 році видавничу справу батька. Пізніше, один із синів, Білл Херст, стверджував що, Берлін, на той час вже померлий, в середині 60-х страждав від хвороби Альцгеймера, і саме це, на його думку, слугувало приводом до необґрунтованого закриття ним декількох видань Херста.
Останній раз New York Journal вийшла у світ в квітні 1966 року, формально ставши жертвою загального занепаду вечірньої преси внаслідок жорсткої конкуренції з Волтером Кронкайтом та іншими дикторами телебачення, які відтепер щовечора виходили в прямий ефір з новинами.
В 1965 році керівництво New York Journal під час локауту та страйків колективів газет The New York Times та New York Daily News домовилось про об'єднання в наступному році із своїми колишніми конкурентами — вечіркою New York World-Telegram and Sun та ранковим виданням New York Herald-Tribune.
Вихід у світ новоствореної об'єднаної New York World Journal Tribune був відстрочений на декілька місяців після закриття у квітні 1966 року її трьох попередниць. Затримка була пов'язана з необхідністю допрацювання макетування та змісту газети. Перший її номер вийшов лише у вересні, однак життя нової газети також було недовговічним в силу росту популярності випусків теленовин в 1960-х рр. Інші вечірки, яких спіткала подібна доля, передали свої газетні вирізки та матриці опублікованих фото бібліотекам. Однак, компанія Херста (Hearst Communications) вирішила надати лише малозначні архівні довідкові матеріали New York Journal, а також неопубліковані фотографії та негативи Техаського університету в Остіні. Все решта, включаючи внутрішні документи редакції, листи відомих осіб, газетні вирізки та каталоги були знищені. Номери газети збережені на мікрофільмах, а фотоархів знаходиться в бібліотечно-архівному центрі Техаського університету.
Піт Хемілл у книгах про Нью-Йорк своєї молодості згадував New York Journal в здебільшого негативних тонах. Зокрема, Хемілл підкреслював злісну анти-комуністичну позицію видання під час ери маккартизму, яскраво відображену в обширних крикливих заголовках до публікацій про небезпеку «червоної загрози».

## Зовнішні посилання
- Guide to an Archived Collection of the Journal-American
- Mr. Hearst's Flagship Sank Like the Maine by Stan Fischler for the Village Voice April 28, 1966